# رالف
رالف هو لاعب كرة قدم برازيلي في مركز الوسط، ولد في 1998 في São Fidélis ‏ في البرازيل. لعب مع أتلتيكو مينيرو.